# Kerkstraat 18
Kerkstraat 18 is een gemeentelijk monument aan de Kerkstraat 18 in Eemnes in de provincie Utrecht. 
Het huis was  van 1877 tot 1955 eigendom van de Nederlands Hervormde Kerk in Eemnes-Buiten. Begin twintigste eeuw was een fietsmakerij in het pand gevestigd.
Het zadeldek is deels met riet en met pannen gedekt. De voorgevel loopt uit in een tuit. De ingang van de boerderij bevindt zich in de achtergevel.